# Rub a líc (Star Trek: Stanice Deep Space Nine)
Rub a líc (v anglickém originále The Alternate; v původním českém překladu Druhá možnost) je v pořadí dvanáctá epizoda druhé sezóny seriálu Star Trek: Stanice Deep Space Nine.

## Příběh
Na stanici přijíždí doktor Mora Pol, bajorský vědec, který studoval Oda po jeho nalezení, a sdělí mu, že na planetě v Gamma kvadrantu nalezl DNA podobnou jako má Odo. Mora, Odo, Jadzia Dax a Morův asistent dr. Weld se vydají na cestu skrz červí díru. Cestou Mora vypráví úsměvné historky o Odovi, který se cítí uražen.
Na planetě objeví drobnou formu života, která může být vzdáleným příbuzným Oda. Mora ji nazve „Odo junior“. Než se stačí vrátit na loď, zemětřesení uvolní vulkanické plyny. Všichni kromě Oda ztratí vědomí, ale on se zdá být imunní, jelikož nemá dýchací systém, a přesune všechny na loď.
Zpět na stanici se náčelník O'Brien snaží ve vědecké laboratoři formu života identifikovat, ale bez úspěchu. Zdá se však, že roste, a proto okolo ní vztyčí udržovací pole. Během noci kontaktuje major Kira komandéra Siska, že došlo k vloupání do vědecké laboratoře. Vyšetřování odhalí, že bytost unikla z laboratoře skrze ventilační otvor. O'Brien zjistí, že v okamžiku události došlo k přerušení napájení a nárůstu teploty. Když prohledává vedení, uslyší divný zvuk a po chvíli najde louži slizu. Jde o zbytky oné formy života.
Doktor Bashir studuje ostatky na ošetřovně, když na něj zaútočí podivná bytost. Zažene ji zásahem laserového skalpelu a zjistí, že i zde došlo k přerušení napájení a nárůstu teploty. Dax zjistí, že DNA této bytosti je odlišná, ale Mora říká, ať hledají společné rysy. Dax říká, že počítači bude analýza trvat několik hodin. Mora však DNA pozná a jde Odovi říct, že jde o jeho DNA a snaží se ho přesvědčit, aby s ním odešel.
V Odově kanceláři je zjištěn únik energie, ale když tam dorazí bezpečnost, nenajde nic podezřelého. Po Odově rozčilené reakci na jeho návrhy se Mora rozhodne vysvětlit Siskovi a Kiře, že ona bytost je Odo procházející jakousi přeměnou. Vysvětluje, že poprvé chtěla bytost vysvobodit organismus z laboratoře, podruhé se objevila na ošetřovně, kde on ležel, a potřetí, když vedl s Odem ostrou diskuzi. Pomůže posádce vylákat bytost na Promenádu do připravené pasti tvořené silovým polem. Plán se podaří, bytost je zkrocena a promění se zpět na Oda. Vulkanický plyn z planety, který je za vše odpovědný, se podaří odstranit z Odova těla. Mora se Odovi omlouvá, že mu opět způsobil utrpení a dochází mezi nimi k usmíření.

## Zajímavosti
- V jednu chvíli zvolá Mora „Dobrý bože!“ (v originále „Dear God!“), což neodpovídá tomu, že Bajorané zásadně mluví o Prorocích v množném čísle. Jde o nepodchycenou nepozornost scenáristů.
- Doktor Mora se objeví ještě v epizodě „Nový život“.
- Když Sisko vypráví Odovi o svém otci, naznačuje, že zemřel. Joseph Sisko se však v seriálu sám objeví celkem šestkrát, poprvé téměř přesně dva roky po této epizodě.
- Doktor Mora identifikuje obelisk z planety jako „pozůstatek po Odových lidech“. Téměř totožný obelisk lze vidět na planetě Tvůrců v druhé části epizody „Pátrání“.